# Phương diện quân Ukraina 1
Phương diện quân Ukraina 1 (tiếng Nga: 1-й Украинский фронт) là tổ chức tác chiến chiến lược của Hồng quân Liên Xô trong Thế chiến thứ hai. Phương diện quân đã tham gia các chiến dịch ở giai đoạn cuối cuộc Chiến tranh Vệ quốc Vĩ đại trên hướng Tây Nam và Trung tâm mặt trận và là một trong hai Phương diện quân Liên Xô đã đánh chiếm Berlin.

## Lịch sử
Phương diện quân Ukraina 1 được thành lập ngày 20 tháng 10 năm 1943 trên cơ sở đổi tên từ Phương diện quân Voronezh, theo chỉ thị của Đại bản doanh Bộ Tổng tư lệnh tối cao (Stavka) ngày 16 tháng 10 năm 1943.
Việc chuyển đổi tên gọi này phản ánh hình thái chiến lược trên mặt trận hướng Tây, khi Hồng quân bắt đầu đẩy lùi quân Đức Quốc xã từ chiến trường Ukraina đến tận trung tâm nước Đức. Đầu năm 1944, phương diện quân tham các chiến dịch ở Korsun-Shevchenkovsky, Kamenets-Podolsky ở Ukraina. Đặc biệt, trong các chiến dịch chiến lược mùa hè năm 1944 của Hồng quân Liên Xô, phương diện quân đã thực hiện thành công Chiến dịch Lvov–Sandomierz, góp phần quan trọng trong việc tiêu hao và kìm giữ quân Đức ở hướng Tây Bắc Ukraina và Đông Nam Ba Lan, hỗ trợ rất lớn cho thắng lợi của Chiến dịch Bagration.

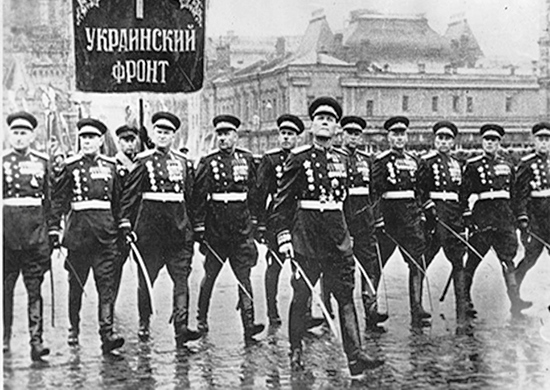
Tư lệnh Ivan Konev dẫn đầu đội hình phương diện quân trong diễu bình mừng chiến thắng.

Mùa xuân năm 1945, phương diện quân tham gia các chiến dịch trên hướng Berlin tại Ba Lan, Đức và kết thúc tại Praha. Trong Chiến dịch Wisla-Oder, phương diện quân đảm trách ở cánh Nam, từ bàn đạp Sandomir trên sông Wisla, phát triển tấn công về phía Tây, tiến hành chiến dịch Sandomir–Silesia, phát triển thành chiến dịch Silesia, tấn công bao vây Breslau. Cuối tháng 4 năm 1945, phương diện quân là lực lượng chủ lực tiến hành bao vây Halbe, tiêu diệt phần lớn Tập đoàn quân số 9 (Đức Quốc xã) ở phía Nam Berlin.

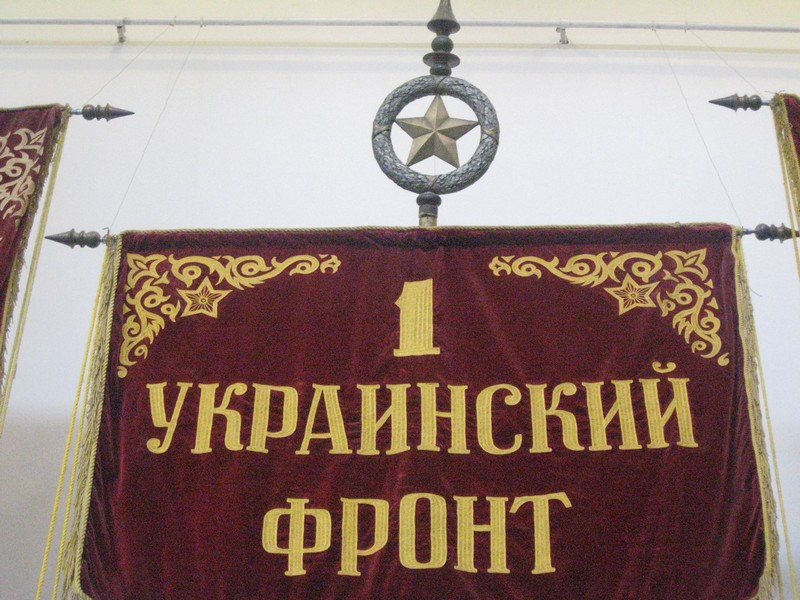
Cờ hiệu của Phương diện quân Ukraina 1 sử dụng trong diễn binh mừng chiến thắng.

Trong Chiến dịch Berlin, phương diện quân được giao nhiệm vụ phụ trách hướng Nam Berlin, đè bẹp tuyến phòng ngự của Cụm tập đoàn quân Trung tâm trên hướng bàn đạp trên sông Neisse, ngăn chặn các cuộc phản công của Tập đoàn quân số 12 (Đức Quốc xã) nhằm giải vây cho Berlin và Tập đoàn quân số 9 (Đức), đồng thời đưa lực lượng cơ động tiến nhanh mạnh về phía Tây, chạy đua với tập đoàn quân số 1 và số 3 của Mỹ đang từ phía Tây tiến lại, với mục tiêu mở rộng vùng kiểm soát trên đất Đức càng nhiều càng tốt. Phương diện quân cũng được chuẩn bị phương án dự phòng hỗ trợ đánh vào Berlin từ hướng Nam trong trường hợp hướng tiến công chính diện vào Berlin của Phương diện quân Belorussia 1 không phát triển thuận lợi.
Sau khi Berlin thất thủ, phối hợp cùng Phương diện quân Ukraina 2, lực lượng phươgn diện quân tiến hành Chiến dịch Praha, là chiến dịch lớn cuối cùng của Hồng quân tại chiến trường châu Âu trong Thế chiến thứ hai. Chỉ trong vòng 7 ngày, Hồng quân Liên Xô đã đè bẹp gần 1 triệu tàn quân Đức và quân chư hầu.
Sau khi chiến tranh kết thúc, ngày 10 tháng 6 năm 1945, phương diện quân được giải thể. Bộ chỉ huy khung và một số đơn vị được giữ lại để thành lập Cụm binh đoàn Trung tâm của Hồng quân tại Áo và Hungary. BIến chế này tồn tại đến năm 1955 thì cũng bị giải thể.

## Lãnh đạo phương diện quân

### Tư lệnh
| STT | Ảnh | Họ tên       | Thời gian sống | Thời gian tại nhiệm            | Cấp bậc tại nhiệm          | Ghi chú                     |
| --- | --- | ------------ | -------------- | ------------------------------ | -------------------------- | --------------------------- |
| 1   |     | N.F. Vatutin | 1901 - 1944    | tháng 10, 1943 - tháng 3, 1944 | Đại tướng (1943)           | Tử thương trên chiến trường |
| 2   |     | G.K. Zhukov  | 1896 – 1974    | tháng 3, 1944 - tháng 5, 1944  | Nguyên soái Liên Xô (1943) |                             |
| 3   |     | I.S. Konev   | 1897 - 1973    | tháng 5, 1944 - tháng 5, 1945  | Nguyên soái Liên Xô (1944) |                             |

### Ủy viên Hội đồng quân sự
| STT | Ảnh                                   | Họ tên          | Thời gian sống | Thời gian tại nhiệm            | Cấp bậc tại nhiệm                     | Ghi chú             |
| --- | ------------------------------------- | --------------- | -------------- | ------------------------------ | ------------------------------------- | ------------------- |
| 1   | Tập tin:Рудаков Михаил Васильевич.jpg | K.V. Krainyukov | 1902 - 1975    | tháng 10, 1943 - tháng 5, 1945 | Thiếu tướng (1942) Trung tướng (1944) | Thượng tướng (1965) |

### Tham mưu trưởng
| STT | Ảnh                                                   | Họ tên          | Thời gian sống | Thời gian tại nhiệm             | Cấp bậc tại nhiệm  | Ghi chú                    |
| --- | ----------------------------------------------------- | --------------- | -------------- | ------------------------------- | ------------------ | -------------------------- |
| 1   |                                                       | S.P. Ivanov     | 1907 – 1993    | tháng 10, 1943 - tháng 11, 1943 | Trung tướng (1943) | Đại tướng (1968)           |
| 2   | Tập tin:Боголюбов, Александр Николаевич (генерал).jpg | A.N. Bogolyubov | 1900 - 1956    | tháng 11, 1943 - tháng 4, 1944  | Trung tướng (1943) | Thượng tướng (1945)        |
| 3   |                                                       | V.D. Sokolovsky | 1897 - 1968    | tháng 4, 1944 - tháng 4, 1945   | Đại tướng (1943)   | Nguyên soái Liên Xô (1946) |
| 4   |                                                       | I.Ye. Petrov    | 1896 - 1958    | tháng 4, 1945 - tháng 5, 1945   | Đại tướng (1944)   |                            |

## Biên chế chủ lực

### 1 tháng 1 năm 1944
- Tập đoàn quân cận vệ 1
- Tập đoàn quân 13
- Tập đoàn quân 18
- Tập đoàn quân 27
- Tập đoàn quân 38
- Tập đoàn quân 40
- Tập đoàn quân 60
- Tập đoàn quân xe tăng cận vệ 3
- Tập đoàn quân xe tăng 1
- Tập đoàn quân không quân 2

### 1 tháng 4 năm 1944
- Tập đoàn quân cận vệ 1
- Tập đoàn quân 13
- Tập đoàn quân 18
- Tập đoàn quân 38
- Tập đoàn quân 60
- Tập đoàn quân xe tăng cận vệ 3
- Tập đoàn quân xe tăng 1
- Tập đoàn quân xe tăng 4
- Tập đoàn quân không quân 2

### 1 tháng 7 năm 1944
- Tập đoàn quân cận vệ 1
- Tập đoàn quân cận vệ 3
- Tập đoàn quân 13
- Tập đoàn quân 18
- Tập đoàn quân 38
- Tập đoàn quân 60
- Tập đoàn quân xe tăng cận vệ 1
- Tập đoàn quân xe tăng cận vệ 3
- Tập đoàn quân xe tăng 4
- Tập đoàn quân không quân 2

### 1 tháng 10 năm 1944
- Tập đoàn quân cận vệ 3
- Tập đoàn quân cận vệ 5
- Tập đoàn quân 13
- Tập đoàn quân 38
- Tập đoàn quân 60
- Tập đoàn quân xe tăng 4
- Tập đoàn quân không quân 2

### 1 tháng 1 năm 1945
- Tập đoàn quân cận vệ 3
- Tập đoàn quân cận vệ 5
- Tập đoàn quân 6
- Tập đoàn quân 13
- Tập đoàn quân 21
- Tập đoàn quân 52
- Tập đoàn quân 59
- Tập đoàn quân 60
- Tập đoàn quân xe tăng cận vệ 3
- Tập đoàn quân xe tăng 4
- Tập đoàn quân không quân 2

### 1 tháng 4 năm 1945
- Tập đoàn quân cận vệ 3
- Tập đoàn quân cận vệ 5
- Tập đoàn quân 6
- Tập đoàn quân 13
- Tập đoàn quân 21
- Tập đoàn quân 52
- Tập đoàn quân 59
- Tập đoàn quân 60
- Tập đoàn quân xe tăng cận vệ 3
- Tập đoàn quân xe tăng cận vệ 4
- Tập đoàn quân không quân 2
- Tập đoàn quân Ba Lan 2

## Các chiến dịch lớn đã tham gia
- Các chiến dịch tấn công và phòng thủ Kiev năm 1943
- Chiến dịch tấn công Zhitomir-Berdichev
- Chiến dịch hợp vây Korsun-Shevchenkovsky
- Chiến dịch tấn công Rovno-Lutsk
- Chiến dịch tấn công Proskurov-Chernovtsy
- Chiến dịch Lvov-Sandomierz
- Chiến dịch Wisla-Oder
- Chiến dịch Silesia
- Chiến dịch Berlin (1945)
- Chiến dịch Praha